# Justizamt Gröbzig
Das Justizamt Gröbzig war bis 1850 eine Gerichts- und Verwaltungseinheit im Herzogtum Anhalt-Dessau mit Sitz in Gröbzig.

## Geschichte
Das Justizamt entsprach im Umfang der 1718 an Anhalt-Dessau gefallenen Herrschaft Gröbzig. Ab 1819 wurden die landesherrlichen Verwaltungs- und Gerichtseinheiten in Anhalt-Dessau einheitlich Justizamt genannt. Es umfasste die Stadt Gröbzig, zwei Pfarrdörfer, zwei Kirchdörfer und sechs Dörfer ohne Kirche mit 428 Häusern und 2683 Einwohnern (1817). Die Dörfer waren Pfaffendorf, Werdershausen, Kattau, Dohndorf, Ilbersdorf, Pfitzdorf, Körmigk, Sixdorf, Wiensdorf, Berwitz und Gerlebock.
Das Justizamt war sowohl Gericht erster Instanz als auch Verwaltungsbehörde. Als Appellationsgerichte diente die herzogliche Regierung in Dessau.

## Neuorganisation 1849/50
Mit der Märzrevolution war eine umfassende Verwaltungs- und Justizreform verbunden. Die Trennung der Rechtsprechung von der Verwaltung wurde eingeführt und die Patrimonialgerichte abgeschafft. Die Verwaltungsaufgaben übernahmen die Kreisdirektionen und die Gerichtsfunktionen die Kreisgerichte und Kreisgerichtskommissionen.
Für die Justiz entstand so das Kreisgericht Köthen mit einer Kreisgerichtskommission in Gröbzig. Dieses war dem Oberlandesgericht Dessau in zweiter und Oberappellationsgericht Jena letzter Instanz übergeordnet. Die Verwaltungsaufgaben übernahm die  Kreisdirektion Köthen.